# Храм Святого Владимира (Ростов-на-Дону)
Храм Святого Равноапостольного Князя Владимира (Князь-Владимирский храм) —  православный храм в Ростове-на-Дону. Принадлежит к Юго-Западному благочинию Ростовской-на-Дону епархии Русской православной церкви.

## История
Церковь во имя святого равноапостольного князя Владимира (Шаховская) строилась в 1888—1889 годах в городе Ростове-на-Дону в бывшем Садовом переулке (ныне улица Саши Чебанова). Инициатором и инвестором строительства храма был купец 2-й гильдии Михаил Петрович Шахов, поэтому церковь известна также, как Шаховская. Первоначально церковь предполагалось строить, как домовую часовню при свечном заводе, но вследствие приближения 900-летнего юбилея крещения Руси, в память этого события, М. П. Шахов решил строить большую церковь. Церковь заложили 13 июня 1888 году. Автором проекта храма был, предположительно, архитектор Н. М. Соколов. 4 декабря 1889 года церковь была освящена епископом Серапионом во имя святого равноапостольного Великого князя Владимира.
Построенный однокупольный Владимирский храм был сооружен из кирпича, имел центральный световой барабан и одноярусную звонницу. Храм был расписан масляными красками. По данным церковных ведомостей за 1889—1891 годы, Владимирской «безприходской» церкви принадлежала земля площадью 459,5 м². Церковь окружала ажурная ограда с каменным цоколем. «При церкви в ограде — каменный двухэтажный дом, верхний этаж предназначался для священника, нижний этаж — для церковной сторожки. При церкви мужская одноклассная церковно-приходская школа. Обучаются в ней 150 мальчиков». Церковно-приходская школа при храме и священник содержались купцом М. П. Шаховым.
Через некоторое время после постройки Владимирской церкви М. П. Шахов умер. Детей у Шаховых не было, и Михаил Петрович имевшееся у него имущество на сумму около 100 000 рублей завещал своей жене, Ефросинье Леонтьевне, после смерти которой оно должно было перейти в собственность города с условием, чтобы из доходов этого имущества уплачивалось жалованье священнику Владимирской церкви; за труд учительства в церковно-приходской школе и на содержание приюта для престарелых сирот, так же устроенном Шаховым. Вдова Шахова, владелица оставшихся недвижимых имений, отказалась от пожизненного владения в пользу города с условием, чтобы для её жительства была устроена квартира из 4-х комнат. Ефросинья Леонтьевна Шахова стала попечительницей церковно-приходской школы.
В начале 1930-х годов Владимирская церковь была закрыта, был разрушен её купол. В середине 1930-х годов территорию, принадлежавшую Владимирской церкви, передали Паровозоремонтному заводу им. Ленина, находившемуся поблизости. В 1938 году здание бывшей Шаховской церкви, расположенное на территории Паровозоремонтного завода, постановлением Президиума Ростовского горсовета передано в распоряжение завода под производственные цели.

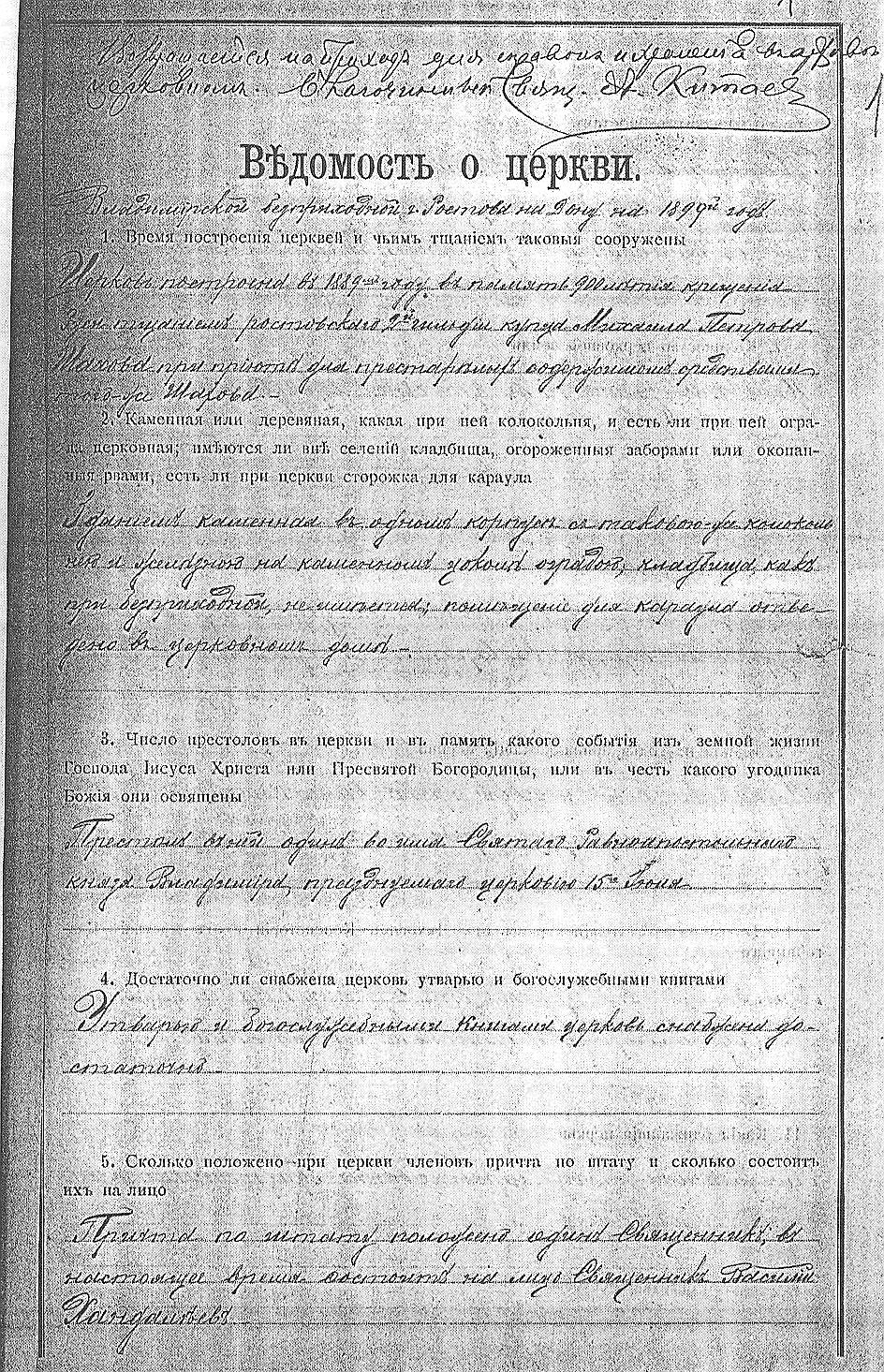
Ведомость о церкви

В 1942 году, во время оккупации Ростова-на-Дону немецкими войсками, помещение храма занимала церковная община под молитвенный дом.
В 1943 году, после освобождения Ростова, прихожане Владимирского и Верхне-Гниловского Серафимовского храмов собрали средства на изготовление двух танков для Советской армии. За этот патриотический подвиг Владимирский храм в 1945 году был награждён Красным знаменем и портретом генералиссимуса И. В. Сталина. Однако даже эта награда не сберегла храм от ликвидации.
3 декабря 1944 года граждане Ленгородка заключили договор с исполкомом Железнодорожного райсовета депутатов трудящихся Ростова-на-Дону о принятии «ими от исполкома в бессрочное бесплатное пользование находящееся в г. Ростове-на-Дону, Ленгородке одноэтажное каменное церковное здание с находящимися в нём богослужебными предметами». Однако в октябре 1954 года руководство паровозоремонтного завода им. Ленина обратилось с ходатайством об освобождении занятого под молитвенный дом помещения и о возвращении его заводу. Исполком горсовета депутатов трудящихся в соответствии с решением № 1355 от 14 октября 1954 года удовлетворил просьбу завода о возврате помещения, занимаемого Владимирской церковной общиной. Было решено обязать исполком Железнодорожного райсовета расторгнуть договор с Владимирской церковной общиной на пользование помещением и просить Совет по делам русской православной церкви при Совете министров СССР дать согласие на изъятие указанного помещения у церковной общины и передачи его заводу.
Совет по делам русской православной церкви при Совмине СССР согласился с изъятием у церковной общины Владимирской церкви г. Ростова-на-Дону бывшего церковного здания и возвращение его заводу им. Ленина. Религиозной общине было предоставлено право приобрести другое здание на правах аренды или покупки.
В 1963 году здание бывшей церкви и прилегающую к ней территории передали в ведение РК ДОСААФ. Однако, «учитывая, что ДОСААФ не был в состоянии капитально отремонтировать это здание, а вневедомственная охрана имеет средства на эти цели», исполком Железнодорожного райсовета принял решение № 397 от 24 декабря 1963 года о передаче здание в ведение вневедомственной охраны Железнодорожного района для оборудования под служебное помещение.
В настоящее время от храма осталась часть восточной стены, выполненная из кирпича старого образца на известковом растворе с пилястрами, опирающимися на фундаменты из каменных блоков. С восточной стороны здания сохранились остатки фундамента алтарной части храма.
В 2012 году по благословению митрополита Ростовского и Новочеркасского Меркурия образован приход Князь-Владимирского храма. Настоятелем прихода был назначен иерей Владимир Чигрин. В 2012 году приход Князь-Владимирского храма направил запрос в Росимущество на передачу ему здания, стоящего на месте разрушенного храма Святого Равноапостольного Князя Владимира.
С 2012 года в здании на месте бывшего храма совершается регулярное богослужение. В здании прихожанами обустроен временный храм, в котором в июле 2013 года были установлены купола, приобретена малая звонница, в 2014 году обустроена колокольня. 25 июля 2013 года состоялось освящение и установка креста храма в честь святого равноапостольного князя Владимира в г. Ростове-на-Дону. Чин освящения совершил благочинный Западного округа, секретарь митрополита Ростовского и Новочеркасского по г. Ростову-на-Дону протоиерей Иоанн Осяк в сослужении настоятеля храма иерея Владимира Чигрина и клирика Свято-Троицкого прихода иерея Валерия Минина.
В настоящее время храм открыт ежедневно с 8:00 до 17:00, в воскресные и праздничные дни совершается богослужение.

Храм Святого Равноапостольного Князя Владимира
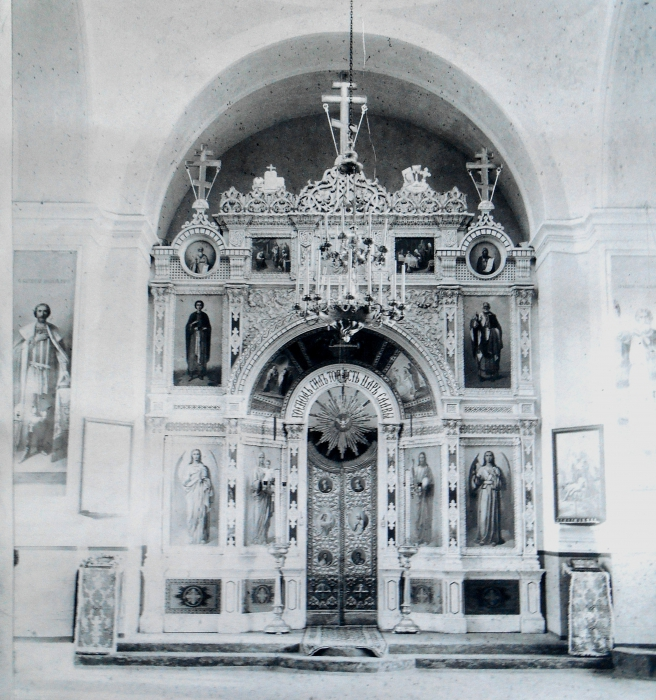
Иконостас и Царские врата в начале XX века
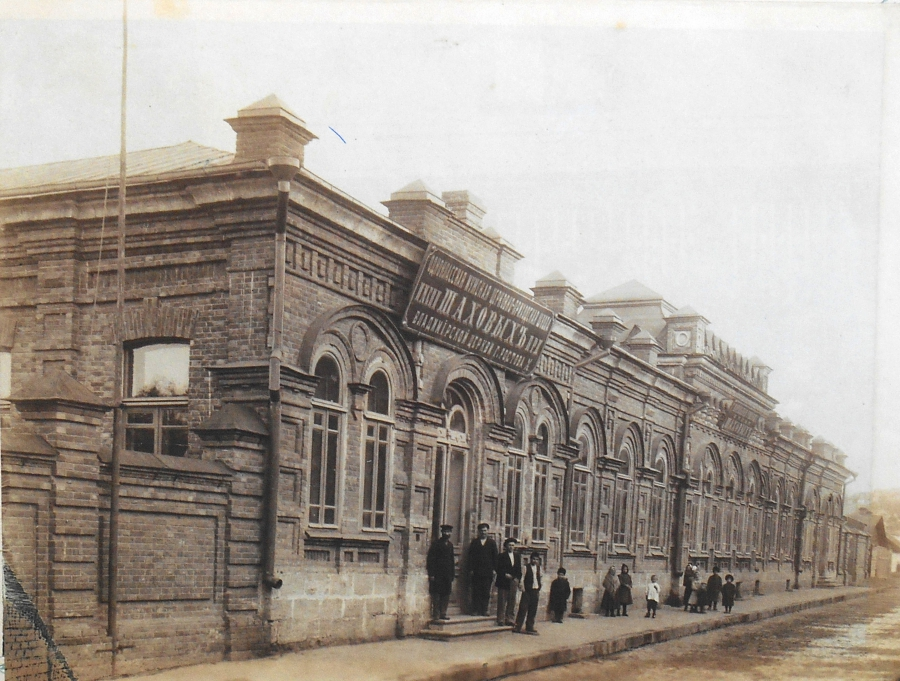
Церковно-приходская школа храма
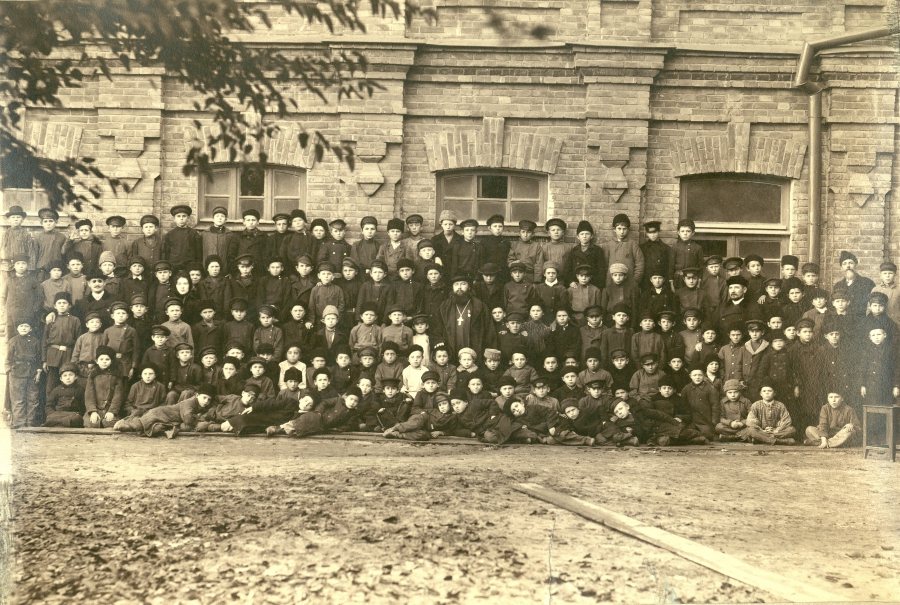
Учащиеся церковно-приходской школы храма
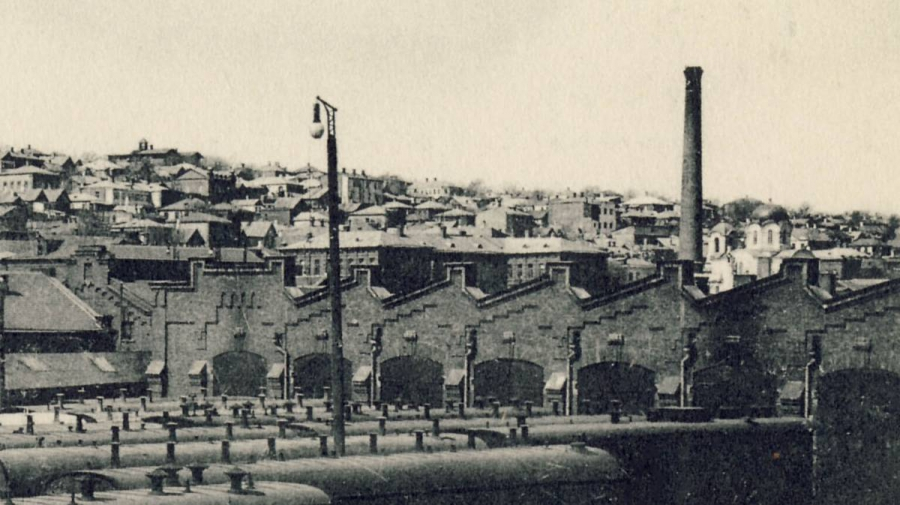
Вид на храм Святого Владимира со стороны Паровозоремонтного завода